# Щ-136
«Щ-136» — советская дизель-электрическая торпедная подводная лодка, принадлежит к серии X-бис проекта Щ — «Щука».

## История корабля
Лодка была заложена 26 августа 1938 года на заводе № 194 «им. А. Марти» в Ленинграде под строительным номером 478, в 1939 году была доставлена в разобранном виде на завод № 202 «Дальзавод» во Владивостоке для сборки и достройки.

### Служба
- 27 апреля 1940 года вошла в состав Учебного ДнПЛ 2-й БрПЛ ТОФ.
- 5 сентября 1941 года вступила в строй и была зачислена в состав 8-го ДнПЛ 3-й БрПЛ ТОФ с базированием на Советскую Гавань.
- 7 сентября 1941 года вошла в состав ТОФ.
- 1 апреля 1942 года перечислена в состав 2-го ОДнПЛ Владимиро-Ольгинской ВМБ ТОФ и перебазирована в посёлок Ракушка.
- 24 августа 1942 года переформирована в состав 13-го ДнПЛ с прежним местом базирования.
- 10 июня 1949 года переименована в С-136.
- 27 апреля 1951 года переформирована в состав 126-й ОБрПЛ Владимиро-Ольгинской ВМБ с прежним местом базирования.
- В 1953 году перечислена в состав 182-й БрПЛ 16-й ДиПЛ КчВФл ТОФ с базированием на бухту Тарья.
- 26 декабря 1956 года переведена в бухту Золотой Рог для последующего списания и утилизации.
- В декабре 1957 года была выведена из боевого состава.
- 28 января 1958 года был расформирован экипаж.
- 3 апреля 1958 года была исключена из состава ВМФ.

## Командиры лодки
- 16 июля 1939 г. — 29 октября 1939 г. — Обозов Н. М.
- 31 марта 1940 г. — 26 октября 1943 г. — Судейко В. В.
- 26 октября 1943 г. — 11 декабря 1947 г. — Кочетков В. С.
- 1953 г. — 1954 г. — Давидович Б. Г.